# هرتسوغشتاند
هرتسوغشتاند (بالألمانية: Herzogstand) هو جبل بالقرب من جبال الألب في بافاريا بجنوب ألمانيا، ويقع على بعد 75 كيلومتر جنوب مدينة ميونيخ. يبلغ ارتفاعه 1731 متر، كما يقع في الشمال الغربي لبحيرة «ولخسي». قام ملك بافاريا مكسميليان الثاني في عام 1857 ببناء استراحة للصيد فيه، وتسمى حاليا «هرتسوغشتاند هاوس».
ثم جاء خلفه الملك لودفيغ الثاني وقام ببناء استراخة للصيد ثانية عالية على الجبل في عام 1865. في القرن العشرين يربط بينه وسفح الجبل خط ترام معلق
Herzogstand Aerial Tramway ، أعيد بناؤه في عام 1992 بعدما دمره حريق. الترام المعلق يعتبر سيارات كابلات معلقة تصل أولا إلى «هرتسوغشتاند هاوس» على ارتفاع 1627 فوق سطح البحر، ومنه إلى قمة «فارنكوبف»
على ارتفاع 1627 . بسبب قرب هذه الاستراحة من ميونيخ يعتبرها سكان ميونيخ «بيت الجبل لميونيخ» Munich's house mountain ويذهبون إليه للاستجمام والاستمتاع بجمال الطبيعة الجبلية البارده هناك.
من أهم أماكن الصعود (AV way 446) يبدأ من محطة الوادي للترام المعلق aerial tramway عبر السفح الجنوبي إلى هرتسوغشتاند هاوس ثم إلى قمة الجبل. كما يوجد سيارات كابلات هابطة على ناحية سحيقة من الجبل تصل إلى جبل «هايمغارتن» على ارتفاع 1790 متر تتوقف عند استراحة على ارتفاع 1423 . وينتهي النزول من الناحية الشرقية عند بحيرة «ولخنسي».

## محطة اتصالات
تستخدم قمة هرتسوغشتاند منذ عام 1920 في أغراض الإرسال اللاسلكي، وبني عليها هوائي محطة إرسال هرتسوغشتاند بين عامي 1920 و 1934 . وقد أقيمت عليه حديثا محطة للإرسال الراديوي على الموجات المتوسطة، تذيع على مختلف الترددات في حيز مناطق بافاريا.

## معرض الصور

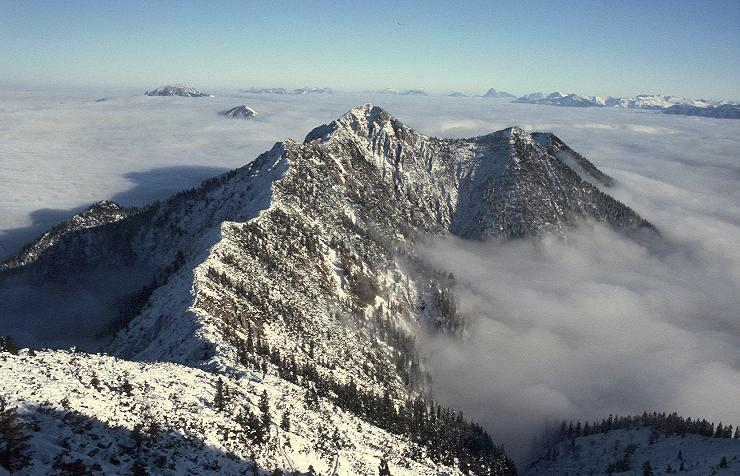
منظر هرتسوغشتاند من هايمغارتن
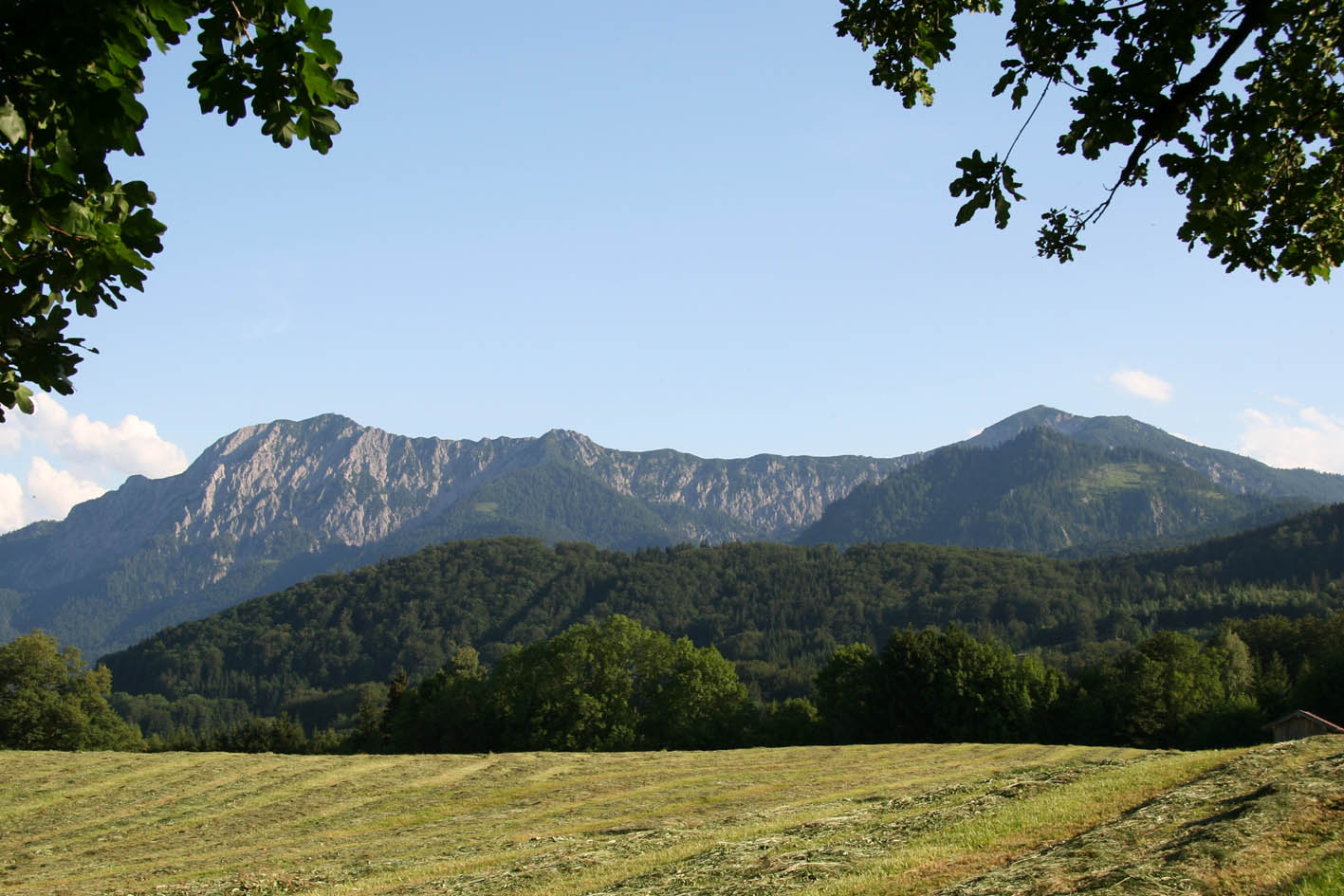
منظر من غروسوايل على هرتسوغشتاند وهايمغارتن
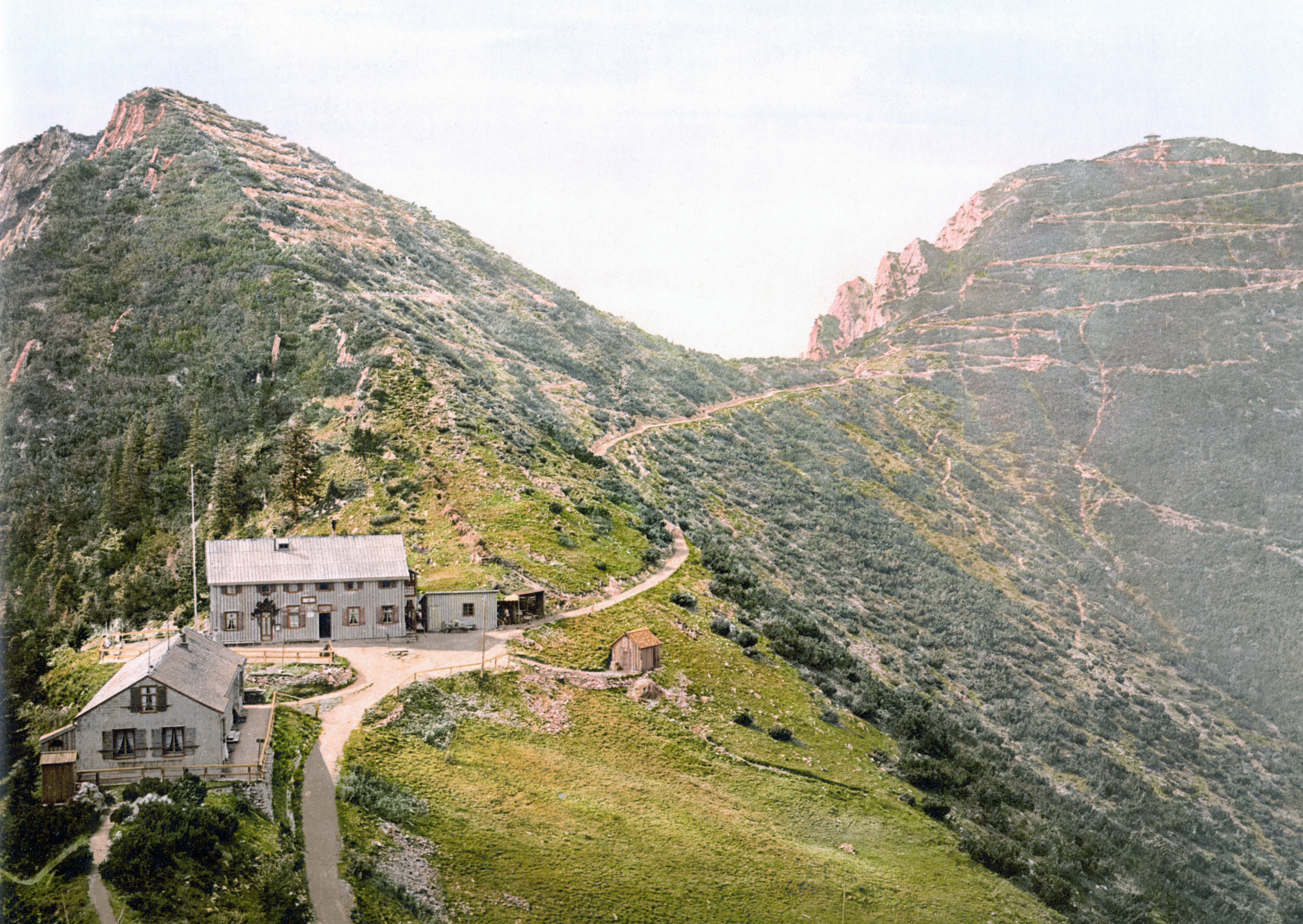
جبل هرتسوغشتاند في عام 1900
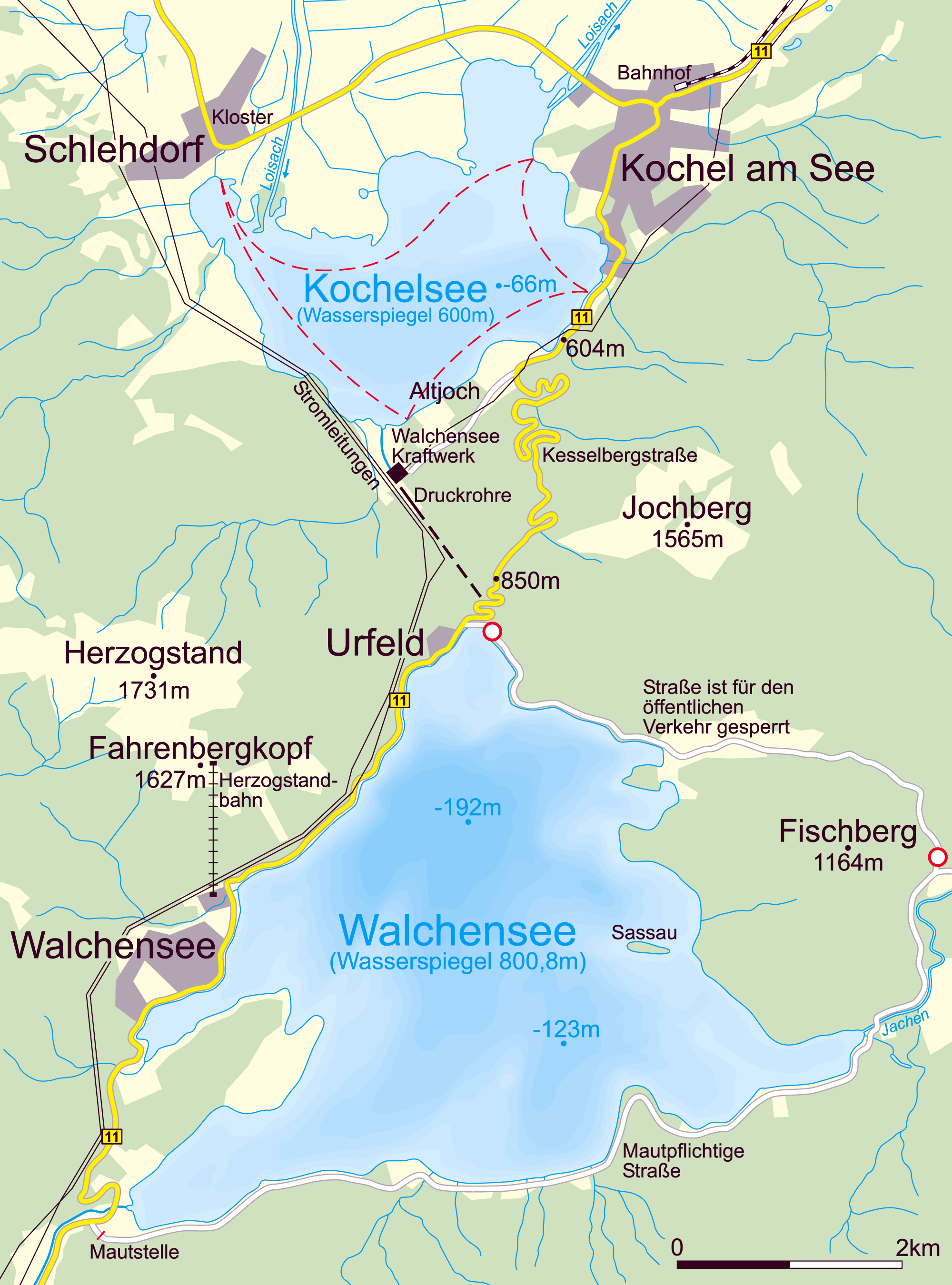
موقع هرتسوغشتاند بين بحيرة والخسي وبحيرة كوخلسي.

## اقرأ أيضا
- جبال الألب
- قمة تسوغشبيتسه
- بافاريا
- ميونيخ
- قصر نويشفانشتاين
- صوان ديانا